# Alerte à Cap Kennedy
Alerte à Cap Kennedy est la trente-deuxième histoire de la série Les Aventures de Buck Danny de Jean-Michel Charlier et Victor Hubinon. Elle est publiée pour la première fois dans le journal Spirou du no 1355 au no 1376. Puis est publiée sous forme d'album en 1965.

## Résumé
Après avoir permis le développement du X-15, un avion dont les performances se sont avérées cruciales dans la course aux vols spatiaux, Danny, Tumbler et Tuckson assistent à Cap Kennedy au lancement d'une fusée Saturn du programme des vols spatiaux habités auquel ils sont destinés participer.
L'ambiance est tendue car les derniers tirs se sont avérés être des échecs cuisants : peu de temps après la mise à feu, la trajectoire des engins a dévié de façon incompréhensible, obligeant le Q.G à commander la destruction en vol... Le trio assiste, médusé, à la reproduction du scénario, mais cette fois-ci, c'est une vraie catastrophe : Saturn a pivoté sur lui-même, retombant exactement sur la base de lancement et explosant à quelques dizaines de mètres du sol. Un feu d'enfer se propage et c'est par miracle que le personnel du poste de tir s'en sort.
Le débriefing en urgence met en évidence la piste d'un brouillage intensif via une puissante station de brouillage située au large des côtes de Floride, dans le golfe du Mexique ou dans les îles Caraïbes. Ces dernières avec ses myriades d'îles sont prioritairement suspectées.
L'investigation va être menée (à l'occasion du lancement suivant, celui d'une fusée Titan II) par un survol de la zone à bord de trois Vigilante gavés d'électronique, afin d'intercepter les émissiobs clandestines et de localiser le ou les émetteurs et les installations ennemies.
Comme pour le lancement du Saturn, la trajectoire de la fusée Titan II a été déviée, ce qui a permis une première triangulation pour déterminer la  source du brouillage.
Grâce à leur extrême précision, les équipements d'interception montés sur les Vigilante permettent d'écarter l'hypothèse d'une installation mobile (aéroportée, ou sur un navire) car « le relèvement de l'origine de l'émission pirate n'a pas varié d'un dixième de degré ! » (planche B.18.A, case B3).
Or, paradoxalement, cette précision dans la détection n'a pas permis de localiser avec exactitude l'origine de l'émission. Il reste donc trois possibilités (insulaires) :  Inagua, Saint-Domingue ou Haïti, toutes trois étant des républiques dirigées par des dictateurs.
Les trois pilotes changent alors de "monture" pour des RF-101C Voodoo de reconnaissance non-armés afin de quadriller les trois îles en prétextant des erreurs de navigation. Peu après en cours d'un vol au-dessus de l'île d'Inagua, Sonny se fait canarder sans sommations par trois chasseurs MIG 21F inaguayens. Sonny arrive à leur échapper en volant dans des canyons puis masqué par des nuages, cependant deux des poursuivants se crashent dans un canyon ce qui provoque un dépôt de plainte du gouvernement Inaguayen devant l'ONU pour l'attaque de ces deux chasseurs. Néanmoins Sonny avait réussi à prendre des clichés de pièces de fusée nucléaire intercontinentale présentes sur l'île d'Inagua. Le but secret du général Ramon, président inaguayen, étant de déclencher une guerre U.R.S.S./U.S.A..
Le survol d'avions militaires n'étant plus de mise, Buck et ses deux compagnons utilisent un avion civil pour photographier des preuves de l’existence d'une base de missiles sur Inagua. Ils sont alors pris en chasse par deux intercepteurs Yak-28 inaguyens. Sonny et Tumbler, ayant récupéré la caméra de l'avion, sautent en parachute tandis que Buck essaye d'éviter les tirs. Finalement abattu, Buck saute également avant de faire exploser son appareil. Ces deux coéquipiers sont récupérés discrètement par un sous-marin américain. Buck est capturé en plein milieu d'une base militaire. Grâce à un cigare explosif donné par Sonny, il réussit à se libérer et voler un jet de la base pour rejoindre la Floride. Le succès est total et les bases inaguyennes sont démantelées face à la pression mondiale. Pour finir, le président Johnson tiendra à remercier lui-même nos héros à Washington.

## Contexte historique
Cette histoire évoque la crise des missiles de Cuba qui est une suite d'événements survenus du 16 octobre au 28 octobre 1962 et qui ont opposé les États-Unis et l'Union soviétique au sujet des missiles nucléaires soviétiques pointés en direction du territoire des États-Unis depuis l'île de Cuba, qui ont mené les deux blocs au bord de la guerre nucléaire.
Le scénario a des ressemblances avec celui du roman Docteur No de Ian Flemming paru en 1958 et adapté au cinéma en 1962 sous le titre James Bond 007 contre Dr No où le docteur No possède une puissante station de brouillage dans les caraïbes qui lui permet de saboter les tirs de fusées américaines.

## Avions
- North American A-5 Vigilante
- McDonnell RF-101C Voodoo
- MiG-15 UTI
- MiG-21 F « Fishbed-C »
- Beechcraft 65 Queen Air
- Yakovlev Yak-28 « Firebar-B »